# Hot Wheels Battle Force 5
Hot Wheels Battle Force 5 è una serie televisiva animata di produzione canadese-statunitense, realizzata nel 2009 da Nerd Corps Entertainment e Nelvana. La serie è ispirata alla serie di film Hot Wheels AcceleRacers, che include anche il personaggio di Vert Wheeler; nonostante ciò, la serie non ha alcun collegamento con i film.
Il suo debutto ufficiale è stato il 28 agosto 2009 su Cartoon Network negli Stati Uniti e il 13 settembre dello stesso anno arrivò in Canada, grazie a Teletoon. In Italia è stata trasmessa dal novembre 2010 su K2.

## Trama
Le zone di battaglia sono dimensioni nel Multiverso e sono state create da entità quali Senzienti blu e rossi, che vivevano su due mondi nativi separati come rivali, fino a quando il pianeta natale blu non fu conquistato dai Vandali.
Sul pianeta Terra, in una città chiamata Handler's Corners, vive la Battle Force 5 nel garage / circuito di gara di Vert. Un giorno, guidando nelle saline, uno dei piloti del collettivo, Vert Wheeler, si imbatte in una Zona di Battaglia e viene in contatto con un Senziente blu di nome Sage.
Quando compaiono portali chiamati Storm Shocks, forniscono l'accesso a dimensioni nel Multiverso chiamate Zone di Battaglia. Tutte le zone di battaglia hanno una chiave di battaglia che consente l'accesso al mondo natale di coloro che sono entrati nella zona tramite Storm Shocks. Ciò obbliga Battle Force 5 a proteggere le Chiavi prima che i Vandali o i Sark saccheggino la Terra.

## Personaggi e doppiatori
| Personaggio              | Doppiatore originale | Doppiatore italiano                            |
| ------------------------ | -------------------- | ---------------------------------------------- |
| Vert Wheeler             | Mark Hildreth        | Marco Vivio                                    |
| Stanford Isaac Rhodes IV | Noel Johansen        | Andrea Mete                                    |
| Agura Ibaden             | Kathleen Barr        | Federica De Bortoli (st.1) Laura Latini (st.2) |
| Spinner Cortez           | Gabe Khouth          | David Chevalier                                |
| Sage                     | Kira Tozer           | Eleonora Reti                                  |
| Sherman Cortez           | Brian Drummond       | Giorgio Borghetti                              |
| Zoom Takazumi            | Alessandro Juliani   | Alessio De Filippis                            |
| Capitan Kalus            | Colin Murdock        | Roberto Draghetti                              |
| Zemerick                 | Michael Dobson       | Stefano Mondini                                |